# Дражен Бошнякович
Дра́жен Бошня́кович (хорв. Dražen Bošnjaković, нар. 6 січня 1961 р., Вуковар, Югославія, нині Хорватія) — хорватський політик, міністр юстиції Хорватії в урядах Ядранки Косор та Андрея Пленковича.

## Короткий життєпис
Дражен Бошнякович народився 6 січня 1961 р. у Вуковарі.
Початкову і середню школу відвідував в Ілоку, де мешкав до 18-річного віку. Навчався на відмінно. 1985 року закінчив юридичний факультет Загребського університету.
Свою професійну кар'єру розпочав як стажист із права. Після цього працював за професією в Раді громади Іванич-Град. З 1993 по 1997 рік обіймає посаду секретаря Сісацько-Мославінського округу. У 1997 р. відкрив адвокатську контору в Іванич-Граді, а з 23 грудня 2003 по 11 січня 2007 р. був депутатом хорватського парламенту і головою Комітету з питань Конституції, регламенту і політичної системи хорватського парламенту.
2008 року призначається на посаду державного секретаря хорватського міністерства юстиції. З того самого року — член Центрального комітету ХДС, і, станом на 2010 рік, із десяток років займав посаду заступника голови Загребського окружного комітету ХДС.
У 2010 р. став міністром юстиції Хорватії, а в 2017 р. вступив на цю посаду вдруге. 
Одружений, має трьох дітей.
Як зазначено в його короткій автобіографії, володіє англійською мовою, захоплюється велоїздою, катанням на лижах і тенісом.